# Autumn orange
『autumn orange』（オータム・オレンジ）は、音楽グループAAAによる2014年の楽曲。

## 概要
- 2014年10月1日、avex traxが発売した9thオリジナル・アルバム「GOLD SYMPHONY」にて収録されるオリジナル新曲[1]。

## 音楽性
- 秋・恋愛を主題とした作品。Chubbinessの嶋梨夏は、楽曲のライブについて切なく・胸キュンとする歌詞、または夕焼け色の照明がマッチした美しを語る[2]。

## 作品

### シングル
autumn orange
- 作詞：源井和仁
- 作曲：APAZZI
- 編曲：水上裕規
- ラップ詞：日高光啓
- リードボーカル：

イントロ
1Aメロ：宇野実彩子・西島隆弘
2Bメロ：宇野
1間奏
2Aメロ：伊藤千晃・浦田直也
2Bメロ：伊藤
2間奏：宇野（大サビ）・日高（ラップ）
3Bメロ：西島（ラストサビ）・伊藤
4Bメロ：宇野・伊藤
アウトロ

### 着うた®
autumn orange(1AB：すぐそばにいるのにver.)
autumn orange(1サビ：オレンジ色にver.)
autumn orange(2AB：強がりがver.)
autumn orange(2サビ：キミの手にver.)
autumn orange(RAP：甘酸っぱいver.)